# Alejandro Bermúdez
Alejandro Bermúdez Tamayo es un nadador colombiano, ya retirado de la actividad competitiva. Compitió en tres Juegos Olímpicos consecutivos desde Barcelona 1992. Su mejor resultado en estos juegos fue el lugar 13, quinto en la final B, de los 400 m combinados en Atlanta 1996 con un tiempo de 4:26.64. Bermúdez posee el segundo lugar de más medallas de oro en los Juegos Deportivos Nacionales, con un total de 27 en tres ediciones, después del deportista de actividades subacuáticas Mauricio Fernández que posee el récord actual con 28 preseas de oro  Es también el nadador colombiano con más marcas nacionales registradas con un total de 94. Fue el primer colombiano en llegar a una final de un Campeonato Mundial de Natación en Piscina Corta, lo hizo en 1995 en Río de Janeiro.